# کریستوفر جاج
داگلاس کریستوفر جاج (انگلیسی: Douglas Christopher Judge؛ زاده ۱۳ اکتبر ۱۹۶۴) یک هنرپیشه اهل ایالات متحده آمریکا است. او بیشتر برای ایفای نقش شخصیت تیلک در مجموعه تلویزیونی نظامی‌گری علمی تخیلی دروازه ستارگان اس‌جی-۱، و همچنین کریتوس  در بازی ویدئویی خدای جنگ محصول سال ۲۰۱۸ و دنبالهٔ آن خدای جنگ: رگناروک (۲۰۲۲) شناخته شده‌است، که جایگزین صداپیشه قبلی ترنس سی کارسون گردید.
از فیلم‌ها یا برنامه‌های تلویزیونی دیگری که وی در آن نقش داشته است، می‌توان به شوالیه تاریکی برمی‌خیزد و بازآیند اشاره کرد.